# Казімеж Сікорський
Казімеж Сікорський (пол. Kazimierz Sikorski; 28 червня 1895, Цюрих — 23 липня 1986, Варшава) — польський композитор, музикознавець, педагог.
Навчався у Варшаві, Львові та Парижі. В 1927–1939 рр.. викладав в Варшавської консерваторії (серед учнів, в зокрема, Анджей Пануфнік). В 1945–1951 р. ректор Вищої школи музики в Лодзі. В 1951–1966 рр.. професор теорії музики та композиції Варшавської консерваторії. В 1954–1959 рр.. також голова польського Союзу Композиторів.
Творча спадщина Сікорського включає чотири симфонії, ряд інструментальних концертів, з яких найвідоміший кларнетний (1947), три струнних квартети та секстет, хорову музику.
Син — композитор Томаш Сікорський (1939—1988).

## Теоретичні праці
- Інструментознавство (1932)
- Гармонія (1949)
- Контрапункт (1957)

## Основні твори
- Симфонія № 1 (1919)
- Симфонія № 2 (1921)
- Популярна увертюра (1945)
- Симфонічне алегро (1946)
- Концерт для кларнета з оркестром (1947)
- Концерт для валторни з оркестром (1948)
- Stabat Mater для баса, хор та органу (1950)
- Кантата «Квітковий горщик» (1951)
- Симфонія № 3 (1953)
- Концерт для флейти з оркестром (1957)
- Концерт для тромбона, струнного оркестру та ударних (1960)
- Поліфонічний концерт для фагота з оркестром (1965)
- концерт для гобоя з оркестром (1967)
- Симфонія № 4 (1971)
- концерт для тромбона з оркестром (1973)
- Музика в півтіні для фортепіано з оркестром (1978)